# رود جونز
رود جونز (بالإنجليزية: Rod Jones)‏ (14 يونيو 1946 - ) هو لاعب كرة قدم بريطاني يلعب كمهاجم.